# Osady brzeczkowe
Osady brzeczkowe — wytrącają się w trakcie gotowania brzeczki piwnej. Są to cząsteczki białka i garbników, które wraz z chmielinami zostają odcedzone w procesie filtracji.